# Litke
Litke è un comune dell'Ungheria di 917 abitanti (dati 2001). È situato nella contea di Nógrád.